# Cladocoryne littoralis
Cladocoryne littoralis is een hydroïdpoliep uit de familie Cladocorynidae. De poliep komt uit het geslacht Cladocoryne. Cladocoryne littoralis werd in 1963 voor het eerst wetenschappelijk beschreven door Mammen. 